# 大井川鉄道スロフ300形客車
大井川鉄道スロフ300形客車（おおいがわてつどうスロフ300がたきゃくしゃ）は、大井川鉄道（現・大井川鐵道）が井川線向けに導入した客車。

## 概要
1957年（昭和32年）に中部電力専用鉄道が大井川鉄道（現・大井川鐵道）井川線として旅客営業を開始してから、観光客は増加の一途をたどり、既存の客車では輸送力不足となった。1961年（昭和36年）に製造されたスロニ200形に続いて、1962年（昭和37年）に日本車輌製造で製造されたのが本形式である。
中央にデッキがある密閉式客車で、車掌台と暖房機もデッキ脇の戸袋部分にある。足回りはcトキ200形の台車を流用している。スロフ301 - 304はバス窓（妻窓は2段窓）であるが、1980年（昭和55年）以降に製造されたスロフ305以降は両国車両区で製造されるようになり、窓も一段下降窓になった。車内は固定クロスシートで2-1配列、定員は55名で、そのうち座席定員は39名（スロフ301・302は37名）。
車内は製造時期によって異なる部分がある。2次車までは国鉄近郊形とほぼ同様のボックスシートであるが、2次車（スロフ303・304）では1人掛け座席上に荷物棚が設置された。3次車ではバス用の座席をボックスシートの状態に設置したが、スロフ309以降は通常のボックスシートに戻されている。いずれの車両も井川駅に向かって右側が2人掛け、左側が1人掛けとなっているが、これは車窓に大井川が見える側を2人掛けとしたものである。
スロフ310（初代）は1990年（平成2年）に制御客車のクハ601に改造されているが、その後1991年（平成3年）に4両が製造された際に、再びスロフ310（2代）が製造されている。また、2001年（平成13年）に増備されたスロフ316は、車両の半分が開放式の展望デッキとなった状態で登場、展望デッキ部分ではベンチを川側（下り井川行き列車の場合で進行方向右側）に配置している。
2011年（平成23年）には、老朽化したスハフ502の更新改造によりスロフ317が落成。改造は両国車両区。こちらスロフ316と異なり全室客室の従来形となったが、一段下降窓のスロフ305以降では初めて暖房を搭載している。車両自体は同年前半には完成していたが、土砂崩落による千頭 - 奥泉間の休止により長らく両国車両区に置かれていた。全線開通となった8月12日に千頭駅で披露され、同月28日に営業運転を開始した。
2019年（平成31年 / 令和元年）から休車となっていたスハフ501が、2021年（令和3年）8月11日に京王重機整備に輸送され、スロフ318に車体更新改造された。2022年（令和4年）2月中旬に両国車両区に戻り、同年3月27日の203レで営業運転を開始。これにより、クハ601 - 604を合わせて井川線の暖房車は10両になった。
各車両の詳細は以下のとおり。
| 車両番号          | 種車      | 竣工          |
| ----------------- | --------- | ------------- |
| スロフ301         | cトキ222  | 1962年2月     |
| スロフ302         | cトキ223  | 1962年2月     |
| スロフ303         | cトキ220  | 1962年7月20日 |
| スロフ304         | cトキ221  | 1962年7月20日 |
| スロフ305         | cトキ216  | 1979年1月9日  |
| スロフ306         | cトキ215  | 1979年7月7日  |
| スロフ307         | cトキ214  | 1981年7月2日  |
| スロフ308         | cトキ213  | 1983年7月7日  |
| スロフ309         | cトキ211  | 1987年1月12日 |
| スロフ310（初代） | cトキ212  | 1987年1月12日 |
| スロフ310（2代）  | cトキ204  | 1991年7月     |
| スロフ311         | cトキ205  | 1991年7月     |
| スロフ312         | cトキ206  | 1991年7月     |
| スロフ313         | cトキ207  | 1991年7月     |
| スロフ314         | cトキ203  | 1999年3月30日 |
| スロフ315         | cトキ202  | 2000年4月25日 |
| スロフ316         | cトキ201  | 2001年4月25日 |
| スロフ317         | スハフ502 | 2011年3月20日 |
| スロフ318         | スハフ501 | 2022年3月22日 |

全車とも井川線の主力客車として運用されている。

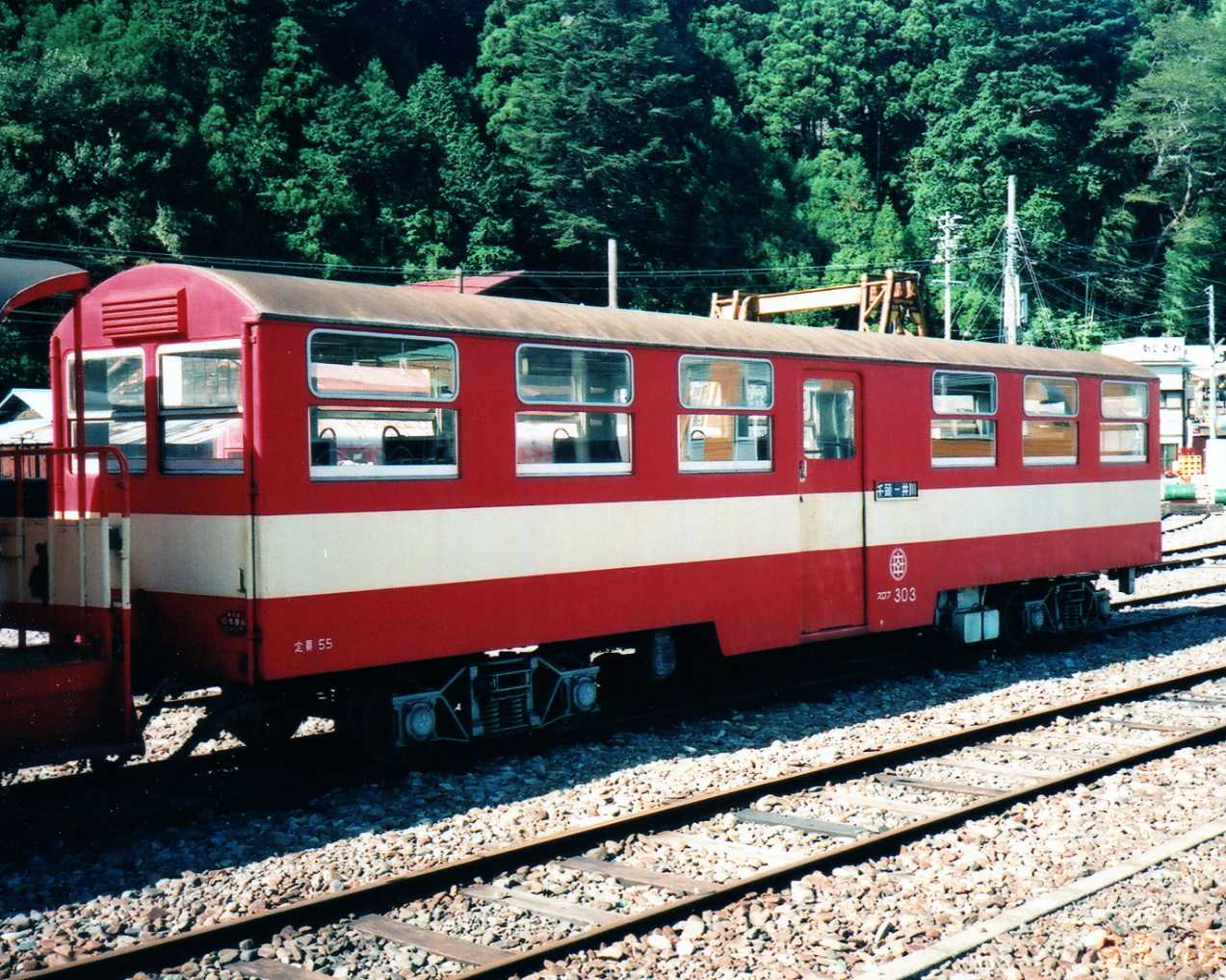
スロフ300形客車（2次車・旧塗装）
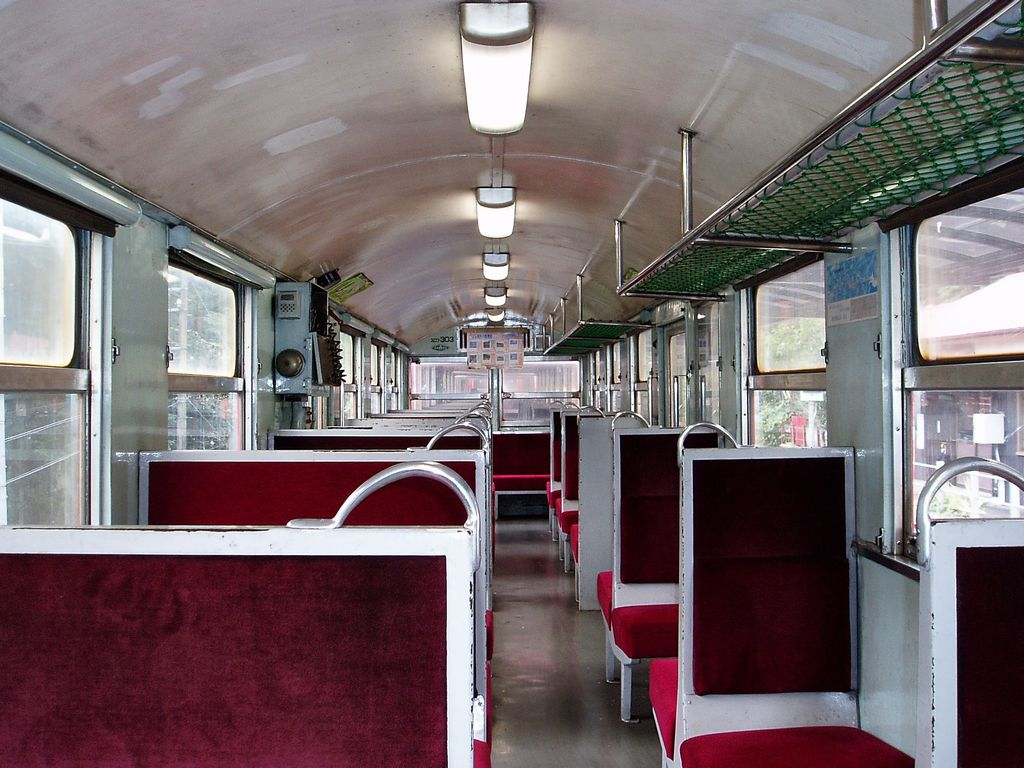
2次車の車内。荷物棚を設置
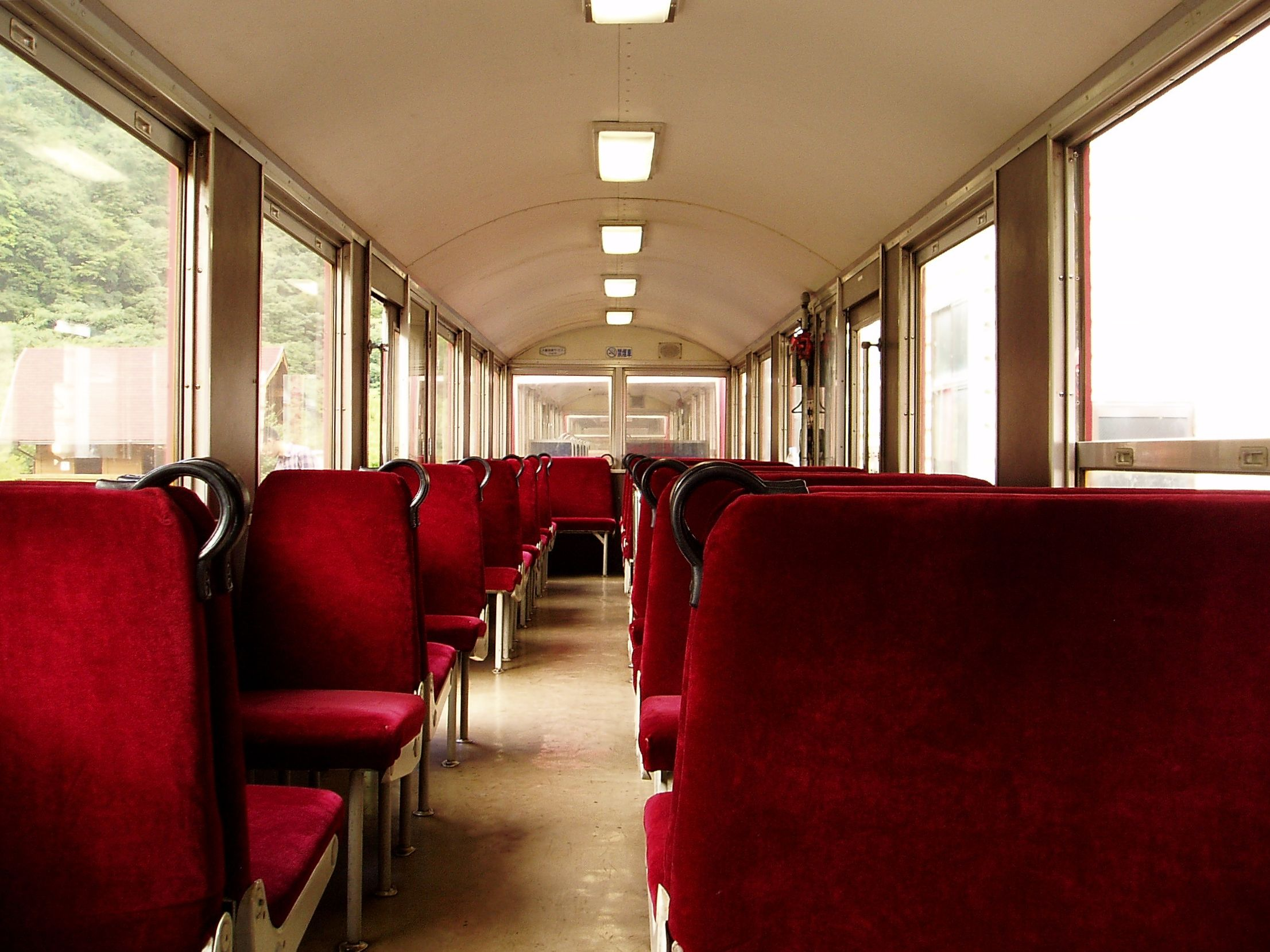
3次車の車内。バス用座席を使用
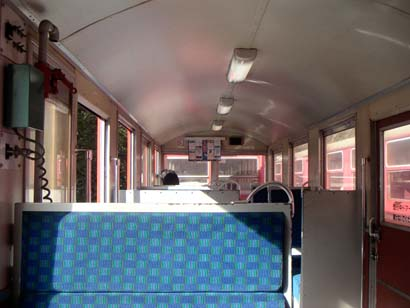
スロフ309以降の車内